# Степановка (Верхнехавский район)
Степановка — посёлок в Верхнехавском районе Воронежской области.
Входит в состав Александровского сельского поселения.

## География

### Улицы
- ул. Мира,
- ул. Советская.

## Население
| 1859 | 1897 | 2000 | 2005 | 2010 |
| ---- | ---- | ---- | ---- | ---- |
| 436  | ↗615 | ↘52  | ↗53  | ↘11  |